# روبرت أندرسون (ضابط أمريكي)
روبرت أندرسون (بالإنجليزية: Robert Anderson)‏ هو ضابط أمريكي، ولد في 25 ديسمبر 1843 في جزيرة أيرلندا في المملكة المتحدة، وتوفي في 20 يونيو 1900.